# Mancomunidad de Odra-Pisuerga
Odra-Pisuerga es la denominación de una mancomunidad o agrupación voluntaria de municipios para la gestión en común de determinados servicios de competencia municipal, que agrupa a nueve municipios de las provincias de Burgos y Palencia, Castilla la Vieja, región histórica hoy integrada en la comunidad autónoma de Castilla y León, España. 

## Municipios integrantes
| - Arenillas de Riopisuerga - Grijalba - Lantadilla | - Melgar de Fernamental - Padilla de Abajo - Padilla de Arriba | - Palacios de Riopisuerga - Sasamón - Villasandino |  |

## Sede
La sede de la mancomunidad está en la villa de Melgar de Fernamental.

## Competencias
Competencias Iniciales:  Recogida, transporte, vertido y tratamiento, en su caso, de residuos sólidos urbanos. Realización de obras y servicios de reparación y conservación de vías públicas y alumbrado.
Ampliación de Competencias en el Año 2007: Actividades Sociales, Turísticas, Deportivas y Culturales.